# Érika Amorim
Érika Gonçalves Amorim (Fortaleza, 30 de maio de 1979) é uma administradora e política brasileira filiada ao Partido Social Democrático (PSD).
Em 2018, foi eleita deputada estadual do Ceará pelo Partido Social Democrático (PSD) com 86 320 votos. Em 2022 concorreu para o senado, porém perdeu a disputa para Camilo Santana.